# Ole Andersen (borgmester)
 For alternative betydninger, se Ole Andersen. (Se også artikler, som begynder med Ole Andersen)
Ole Andersen (født 17. juni 1937 i Svendborg, død 10. juli 2002 i Gladsaxe), var en dansk journalist og politiker, der var borgmester i Gladsaxe Kommune fra 1983 til sin død i 2002, valgt for Socialdemokratiet. Ole Andersen var søn af tidligere borgmester i Svendborg, Svend Åge Andersen og onkel til tidligere folketingsmedlem og regionsrådsformand i Region Hovedstaden samt nuværende overborgmester i København Sophie Hæstorp Andersen; begge socialdemokrater.
Andersen blev i 1957 uddannet journalist ved A-pressen, og var ad flere omgange ansat ved det socialdemokratiske dagblad, Aktuelt. Herudover var han redaktør for fagforbundet SiD's fagblad, samt medredaktør på Metal.
I 1973 blev han pressesekretær for daværende statsminister Anker Jørgensen, og blev ved samme valg indvalgt i kommunalbestyrelsen i Gladsaxe. I 1978 blev han valgt til viceborgmester, og i 1983 blev han borgmester, da partifællen Tove Smidth trådte tilbage.
10. juli 2002 døde Ole Andersen af et hjertestop under et besøg i Gladsaxe Svømmehal. Han blev i første omgang afløst som borgmester af den hidtidige viceborgmester, Peter Lawrence Brooker fra SF. På længere sigt valgtes partifællen Karin Søjberg Holst dog som hans efterfølger.